# Devil May Cry 4
Devil May Cry 4 är ett datorspel från 2008 utvecklat och utgivet av Capcom för Xbox 360, Playstation 3 och Microsoft Windows. Spelet är det fjärde i Devil May Cry-serien.

## Handling
Huvudpersonen är en ung man vid namnet Nero. Han är en medlem inom "Order of the sword" som är en grupp krigare som slåss mot demoner. Men att bekämpa demonerna är inte enda anledningen till att de slåss, det är också för att hedra demonkrigaren Sparda som en gång i tiden slogs mot demonerna för att rädda mänskligheten. Nu lever Sparda vidare hos sin son Dante som har minst lika starka krafter som Sparda själv.
En dag dök Dante upp i Fortuna (staden som Nero bor i) och eliminerade de flesta av "Order of the swords" soldater. Nero blev rasande och började slåss mot Dante. Under stridens gång var Dante den som hade alla odds tills Nero upptäckte sina inre krafter. Hans högra hand visade sig vara av demoniska krafter och med denna nyfunna kraft är Nero tillbaka på banan igen.

## Information om karaktärerna
- Nero är en ung man med demoniska krafter precis som Dante. Han använder ett svärd som kallas "Red Queen" och en revolver som kallas "Blue Rose". Båda dessa vapen är ytterst dödliga och ingen dödlig kan använda sig av dessa vapen.
- Dante har sedan länge använt sig av sitt svärd "Rebellion" och sina dubbla pistoler som kallas "Ebony" och "Ivory". Dante var dessutom huvudpersonen i de tre första Devil May Cry-spelen, i del fyra uppträder han med en delad huvudrolls karaktär. Halva spelet får man köra med Nero och andra halvan Dante.